# Unione Sportiva Alessandria Calcio 2000-2001
Questa voce raccoglie le informazioni riguardanti l'Unione Sportiva Alessandria Calcio nelle competizioni ufficiali della stagione 2000-2001.

## Stagione
Al ritorno in C1 dopo due stagioni, l'Alessandria andò incontro a un'annata tormentata, sul campo e fuori. Errori madornali furono commessi dalla dirigenza in estate: il traghettatore del precedente campionato, Claudio Maselli, fu inaspettatamente rimpiazzato a pochi giorni dall'inizio del ritiro di Cantalupo Ligure da Roberto Pruzzo, alla prima esperienza in terza serie, mentre il mercato, malgrado il gran numero di ingaggi, si rivelò inadeguato. Alla squadra, dopo la decisione di svincolare Montrone e altri quattro giocatori che avevano contribuito alla promozione, mancò in particolare una punta di peso; alla fine del campionato il cannoniere del club grigio finì per essere il centrocampista Scazzola, con 8 reti.
I deludenti risultati del girone d'andata portarono già dopo le prime gare a continue contestazioni, da parte della tifoseria, contro il presidente Spinelli, proprio mentre l'altra squadra di proprietà della famiglia genovese, il Livorno, disputava lo stesso campionato con risultati certo più brillanti. All'esonero di Pruzzo si rispose con un'inadeguata soluzione interna, la promozione dell'allenatore delle giovanili Rossetti, mentre il mercato invernale, che vide i grigi attingere soprattutto dallo stesso Livorno, non risanò la squadra. L'ostilità della tifoseria e il deferimento degli Spinelli da parte della procura federale, che contestava loro la proprietà di due differenti club in uno stesso campionato, convinsero i proprietari a mettere ufficialmente in vendita l'Alessandria, mentre nel finale la squadra, riaffidata a Pruzzo, tentò un disperato aggancio ai play-out, affondando poi a Lucca, l'ultima giornata.

## Divise e sponsor
Il fornitore ufficiale di materiale tecnico per la stagione 2000-2001 fu Erreà, mentre lo sponsor di maglia fu Cassa di Risparmio di Alessandria.

## Organigramma societario
Area direttiva
- Presidente: Roberto Spinelli
- Amministratore delegato: Roberto Lamanna

Area organizzativa
- Team Manager: Silvano Siri
- Segretario: Giuseppe Calandra

Area tecnica
- Allenatore: Roberto Pruzzo, dal 27 novembre Sergio Rossetti, infine dal 24 gennaio Roberto Pruzzo
- Allenatore in seconda: Antonio Colombo
- Preparatore atletico: Daniele Pinna
- Allenatore Berretti: Sergio Rossetti

Area sanitaria
- Medico sociale: Piero Gatto
- Massaggiatore: Aldo Borda

## Rosa
| N. |                     | Ruolo | Calciatore         |
| -- | ------------------- | ----- | ------------------ |
|    | Italia (bandiera)   | P     | Enzo Biato         |
|    | Italia (bandiera)   | P     | Andrea Bidone      |
|    | Italia (bandiera)   | P     | Silvio Lafuenti    |
|    | Italia (bandiera)   | P     | Enrico Malatesta   |
|    | Italia (bandiera)   | D     | Fabio Bracco       |
|    | Italia (bandiera)   | D     | Maurizio Damonte   |
|    | Italia (bandiera)   | D     | Andrea Di Cintio   |
|    | Italia (bandiera)   | D     | Giovanni Fasce     |
|    | Italia (bandiera)   | D     | Fabio Favi         |
|    | Italia (bandiera)   | D     | Gianluca Franchini |
|    | Italia (bandiera)   | D     | Mario Giannoni     |
|    | Italia (bandiera)   | D     | Emiliano Maddè     |
|    | Svizzera (bandiera) | D     | Patrick Moro       |
|    | Italia (bandiera)   | D     | Fabio Rossi        |
|    | Italia (bandiera)   | D     | Vincenzo Torrente  |
|    | Italia (bandiera)   | C     | Stefano Bagalini   |
|    | Italia (bandiera)   | C     | Stefano Cognata    |
|    | Italia (bandiera)   | C     | Cisco Guida        |

| N. |                    | Ruolo | Calciatore           |
| -- | ------------------ | ----- | -------------------- |
|    | Italia (bandiera)  | C     | Giuseppe Iachini     |
|    | Nigeria (bandiera) | C     | Peter Omoduemuke     |
|    | Italia (bandiera)  | C     | Luigi Sacchi         |
|    | Italia (bandiera)  | C     | Massimiliano Scaglia |
|    | Italia (bandiera)  | C     | Cristiano Scazzola   |
|    | Italia (bandiera)  | C     | Dario Serra          |
|    | Italia (bandiera)  | C     | Elio Signorelli (II) |
|    | Italia (bandiera)  | C     | Simone Sinagra       |
|    | Italia (bandiera)  | A     | Vitaliano Bonuccelli |
|    | Italia (bandiera)  | A     | Salvatore Carboni    |
|    | Grecia (bandiera)  | A     | Dimitrios Christos   |
|    | Italia (bandiera)  | A     | Nunzio Falco         |
|    | Italia (bandiera)  | A     | Emiliano Melis       |
|    | Italia (bandiera)  | A     | Andrea Parentela     |
|    | Italia (bandiera)  | A     | Cristian Polidori    |
|    | Italia (bandiera)  | A     | Gianluca Soragna     |
|    | Italia (bandiera)  | A     | Paolo Zirafa         |

## Risultati

### Serie C1

#### Girone di andata
| Arbitro: | Evangelista (Avellino) |

|  |           |                                  |
|  | Marcatori | 30’ Protti 82’ Geraldi 89’ Falco |

| Arbitro: | Angrisani (Salerno) |

|             |           |  |
| Madonna 61’ | Marcatori |  |

| Arbitro: | Brighi (Cesena) |

|  |           |              |
|  | Marcatori | 72’ Ferrigno |

| Arbitro: | Valensin (Milano) |

|                                   |           |                         |
| Logarzo 45’ (rig.) Cancellato 73’ | Marcatori | 37’ Zirafa 77’ Scazzola |

| Arbitro: | Cirone (Palermo) |

|           |           |  |
| Zirafa 5’ | Marcatori |  |

| Arbitro: | Ioseffi (Siena) |

|                        |           |             |
| Taldo 50’ Paradiso 64’ | Marcatori | 14’ Scaglia |

| Alessandria 15 ottobre 2000, ore 15:30 CEST 7ª giornata | Alessandria           | 0 – 0 referto | Brescello | Stadio Giuseppe Moccagatta (794 spett.)\| Arbitro: \| Santoro (Domodossola) \| |
| Arbitro:                                                | Santoro (Domodossola) |               |           |                                                                                |

| Arbitro: | Benedetti (Vicenza) |

|  |           |                                  |
|  | Marcatori | 23’ E. Signorelli 90’ Bonuccelli |

| Arbitro: | Ardito (Bari) |

|                   |           |                           |
| Zirafa 45’ (rig.) | Marcatori | 51’ Benfari 53’ Ricchiuti |

| Arbitro: | Romeo (Verona) |

|             |           |  |
| Zaniolo 40’ | Marcatori |  |

| Arbitro: | Sacco (Civitavecchia) |

|  |           |                   |
|  | Marcatori | 20’, 78’ Ghizzani |

| Arbitro: | Bianchi (Lucca) |

|                  |           |  |
| Fava Passaro 48’ | Marcatori |  |

| Arbitro: | Squillace (Catanzaro) |

|          |           |           |
| Favi 87’ | Marcatori | 45’ Greco |

| Arbitro: | G. Rossi (Rimini) |

|                 |           |                                  |
| Rabito 43’, 50’ | Marcatori | 18’ D. Serra 87’ Favi 89’ Zirafa |

| Arbitro: | Belloli (Bergamo) |

|  |           |              |
|  | Marcatori | 38’ Fabbrini |

| Arbitro: | Giordano (Caltanissetta) |

|                          |           |            |
| C. Salvi 48’ Cavalli 90’ | Marcatori | 39’ Zirafa |

| Alessandria 7 gennaio 2001, ore 14:30 CET 17ª giornata | Alessandria         | 0 – 0 referto | Lucchese | Stadio Giuseppe Moccagatta (801 spett.)\| Arbitro: \| Lombardi (Lanciano) \| |
| Arbitro:                                               | Lombardi (Lanciano) |               |          |                                                                              |

#### Girone di ritorno
| Arbitro: | Cruciani (Pesaro) |

|                                 |           |  |
| Lorenzini 44’ Protti 47’ (rig.) | Marcatori |  |

| Arbitro: | Battistella (Conegliano) |

|  |           |                 |
|  | Marcatori | 56’ Bertoncelli |

| Arbitro: | Ioseffi (Siena) |

|                                        |           |                     |
| Padovano 34’ Colacone 64’ Olivares 68’ | Marcatori | 52’ (rig.) Scazzola |

| Arbitro: | Tonolini (Milano) |

|                     |           |                |
| Scazzola 78’ (rig.) | Marcatori | 85’ Cancellato |

| Arbitro: | Carrer (Conegliano) |

|            |           |            |
| Poloni 21’ | Marcatori | 62’ Zirafa |

| Arbitro: | Valensin (Milano) |

|              |           |                       |
| Scazzola 61’ | Marcatori | 19’ (rig.) Rizzitelli |

| Arbitro: | Ioseffi (Siena) |

|                |           |              |
| E. Morello 78’ | Marcatori | 79’ Scazzola |

| Arbitro: | Mariuzzo (Venezia) |

|              |           |              |
| Scazzola 55’ | Marcatori | 26’ Giaretta |

| Arbitro: | P.S. Mazzoleni (Bergamo) |

|                                        |           |           |
| Frick 46’, 57’ Benfari 71’ (rig.), 79’ | Marcatori | 51’ Falco |

| Arbitro: | Ambrosino (Torre del Greco) |

|  |           |                           |
|  | Marcatori | 5’ Menolascina 81’ Turchi |

| Arbitro: | Evangelista (Avellino) |

|                          |           |           |
| Ghizzani 34’ Campana 89’ | Marcatori | 67’ Guida |

| Arbitro: | Zambon (Padova) |

|  |           |                           |
|  | Marcatori | 39’ [Foschini 78’ A. Comi |

| Arbitro: | Marino (Roma) |

|  |           |           |
|  | Marcatori | 44’ Falco |

| Alessandria 22 aprile 2001, ore 16:00 CEST 31ª giornata | Alessandria          | 0 – 0 referto | Reggiana | Stadio Giuseppe Moccagatta (947 spett.)\| Arbitro: \| Nicoletti (Macerata) \| |
| Arbitro:                                                | Nicoletti (Macerata) |               |          |                                                                               |

| Arbitro: | Benedetti (Vicenza) |

|                                                   |           |              |
| Veronese 25’ Fabbrini 43’ Pasino 44’ Ginestra 90’ | Marcatori | 15’ Scazzola |

| Arbitro: | P.C. Rossi (Forlì) |

|                        |           |               |
| Melis 56’ Scazzola 90’ | Marcatori | 83’ Cottafava |

| Arbitro: | Cannella (Palermo) |

|                             |           |           |
| Borneo 10’, 41’ Giraldi 29’ | Marcatori | 50’ Falco |

### Coppa Italia Serie C

#### Fase eliminatoria a gironi
| 17 agosto 2000 1ª giornata |  | – Turno di riposo Alessandria |  |  |

| Arbitro: | Valensin (Milano) |

|              |           |                                            |
| Barbiero 57’ | Marcatori | 45’ Scaglia 56’ Polidori 65’ E. Signorelli |

| Arbitro: | Vicinanza (Albenga) |

|                                       |           |  |
| Scazzola 4’ Scaglia 15’ Parentela 73’ | Marcatori |  |

| Arbitro: | Giachero (Pinerolo) |

|                                      |           |            |
| Sanguinetti 34’ (rig.) Morandini 38’ | Marcatori | 5’ Scaglia |

| Alessandria 30 agosto 2000, ore 20:30 CEST 5ª giornata | Alessandria         | 0 – 0 referto | Pro Vercelli | Stadio Giuseppe Moccagatta (1 000 spett.)\| Arbitro: \| De Marco (Chiavari) \| |
| Arbitro:                                               | De Marco (Chiavari) |               |              |                                                                                |

## Statistiche

### Statistiche di squadra
| Competizione         | Punti | In casa | In casa | In casa | In casa | In casa | In casa | In trasferta | In trasferta | In trasferta | In trasferta | In trasferta | In trasferta | Totale | Totale | Totale | Totale | Totale | Totale | DR  |
| Competizione         | Punti | G       | V       | N       | P       | Gf      | Gs      | G            | V            | N            | P            | Gf           | Gs           | G      | V      | N      | P      | Gf     | Gs     | DR  |
| -------------------- | ----- | ------- | ------- | ------- | ------- | ------- | ------- | ------------ | ------------ | ------------ | ------------ | ------------ | ------------ | ------ | ------ | ------ | ------ | ------ | ------ | --- |
| Serie C1             | 25    | 17      | 2       | 7       | 8       | 8       | 19      | 17           | 3            | 3            | 11           | 17           | 31           | 34     | 5      | 10     | 19     | 25     | 50     | -25 |
| Coppa Italia Serie C |       | 2       | 1       | 1       | 0       | 3       | 0       | 2            | 1            | 0            | 1            | 4            | 3            | 4      | 2      | 1      | 1      | 7      | 3      | +4  |
| Totale               |       | 19      | 3       | 8       | 8       | 11      | 19      | 19           | 4            | 3            | 12           | 21           | 34           | 38     | 7      | 11     | 20     | 32     | 53     | -21 |

### Statistiche dei giocatori
| Giocatore          | Serie C1 | Serie C1 | Coppa Italia Serie C | Coppa Italia Serie C | Totale   | Totale |
| Giocatore          | Presenze | Reti     | Presenze             | Reti                 | Presenze | Reti   |
| ------------------ | -------- | -------- | -------------------- | -------------------- | -------- | ------ |
| S. Bagalini        | 3        | 0        | 4                    | 0                    | 7        | 0      |
| E. Biato           | 2        | -1       | 2                    | -1                   | 4        | -2     |
| V. Bonuccelli      | 13       | 1        | 1                    | 0                    | 14       | 1      |
| F. Bracco          | 2        | 0        | -                    | -                    | 2        | 0      |
| P. Chiavaroli      | -        | -        | 1                    | 0                    | 1        | 0      |
| S. Cognata         | 11       | 0        | -                    | -                    | 11       | 0      |
| M. Damonte         | 13       | 0        | -                    | -                    | 13       | 0      |
| A. Di Cintio       | 16       | 0        | 3                    | 0                    | 19       | 0      |
| N. Falco           | 14       | 3        | -                    | -                    | 14       | 3      |
| G. Fasce           | 15       | 0        | 2                    | 0                    | 17       | 0      |
| F. Favi            | 18       | 2        | -                    | -                    | 18       | 2      |
| G. Franchini       | 22       | 0        | 2                    | 0                    | 24       | 0      |
| M. Giannoni        | 22       | 0        | 4                    | 0                    | 26       | 0      |
| C. Guida           | 13       | 1        | -                    | -                    | 13       | 1      |
| G. Iachini         | 14       | 0        | -                    | -                    | 14       | 0      |
| S. Lafuenti        | 24       | -38      | -                    | -                    | 24       | -38    |
| S. Lerda           | 7        | 0        | 2                    | 0                    | 9        | 0      |
| E. Maddè           | 12       | 0        | -                    | -                    | 12       | 0      |
| E. Malatesta       | 9        | -11      | 2                    | -2                   | 11       | -13    |
| E. Melis           | 15       | 1        | -                    | -                    | 15       | 1      |
| P. Moro            | 15       | 0        | 3                    | 0                    | 18       | 0      |
| A. Parentela       | 3        | 0        | 3                    | 1                    | 6        | 1      |
| C. Polidori        | 8        | 0        | 3                    | 0                    | 11       | 0      |
| F. Rossi           | 21       | 0        | 4                    | 0                    | 25       | 0      |
| L. Sacchi          | 6        | 0        | 3                    | 0                    | 9        | 0      |
| M. Scaglia         | 31       | 1        | 4                    | 3                    | 35       | 4      |
| C. Scazzola        | 28       | 8        | 4                    | 1                    | 32       | 9      |
| D. Serra           | 31       | 1        | 1                    | 0                    | 32       | 1      |
| E. Signorelli (II) | 11       | 1        | 4                    | 1                    | 15       | 2      |
| S. Sinagra         | 5        | 0        | -                    | -                    | 5        | 0      |
| G. Soragna         | 9        | 0        | 4                    | 1                    | 13       | 1      |
| V. Torrente        | 21       | 0        | -                    | -                    | 21       | 0      |
| P. Zirafa          | 30       | 6        | -                    | -                    | 30       | 6      |